# Wapen van 's-Graveland
Het eerste wapen van 's-Graveland werd in 1816 aan de Noord-Hollandse gemeente 's-Graveland toegekend. Door een gemeentelijke fusie in 1966 werd er in 1967 een nieuw wapen aan de nieuw gevormde gemeente toegekend. In 2002 fuseerde de gemeente met omliggende gemeenten tot de gemeente Wijdemeren. Sindsdien is het wapen van 's-Graveland niet langer in gebruik.

## Blazoeneringen
Door de gemeentelijke fusie van 1966 zijn er twee blazoeneringen voor de twee wapens van de gemeente.

### Eerste blazoenering
Het eerste wapen, dat op 26 juni 1816 aan de gemeente toegekend werd, had de volgende blazoenering:
Van keel beladen met een trapgans van zilver, gekroond van goud.
Het wapen is bijna geheel rood van kleur. De gans is zilver, of wit, en heeft een gouden kroon. Het dier staat op een, niet in de blazoenering vermelde, groene schildvoet op het rode schild zijn twee kleurcombinaties die in de heraldiek officieel niet mogen. Om deze reden is het oude wapen van 's-Graveland een raadselwapen.

### Tweede blazoenering
De tweede blazoenering luidde als volgt:
Een ingebogen, tot de bovenrand van het schild reikende punt van azuur, beladen met een snoek van goud, aan de rechterzijde van de punt in keel een omgewende trapgans van zilver, gekroond van goud; aan de linkerzijde van de punt in zilver een ooievaar van azuur. Het schild gedekt door een gouden kroon van 3 bladeren en 2 parels.
Het wapen is in drieën opgedeeld. Vanuit het midden reikt een ingebogen punt tot aan de bovenzijde van het schild. De punt is blauw met erin een gouden snoek, het symbool voor Kortenhoef. Rechts van de punt, voor de kijker links, ligt een rood veld met een zilveren trapgans met een gouden kroon. De gans kijkt naar de punt toe; dit is het oude, gespiegelde, wapen van 's-Graveland. Aan de andere zijde van de punt ligt een zilveren veld met daarop een blauwe reiger; dit komt uit het wapen van Ankeveen. Het schild is gedekt met een gravenkroon, een gouden kroon van drie bladeren met daartussen twee parels. 

## Geschiedenis
Een eerste vermelding van een wapen, in dit geval een zegel, stamt uit 1641. Dat jaar mocht de schout van 's-Graveland van de Staten van Holland en West-Friesland een zegel gaan voeren. Op het zegel stond een onbekende gekroonde vogel. Later werd er over een grote trap of trapgans gesproken. Reeds in de 17e eeuw lijkt de afgebeelde trapgans meer op een gewone gans. 
Na de fusie verzocht de gemeente om een gevierendeeld wapen met wapendieren uit de wapens van de voorgaande gemeenten Ankeveen, Kortenhoef, 's-Graveland en Weesperkarspel. Het wapen was als volgt opgemaakt: I: een zilveren gekroonde trapgans op een rood veld, II: een zilveren hoefijzer op een zwarte paardenhoef op een goud veld, III: een blauwe reiger op een zilveren veld, en als laatste op veld IV een zilveren pelikaan met gespreide vleugels met vijf jongen op een rood veld.
Het uiteindelijke wapen werd op 20 juli 1967 aan de gemeente toegekend. Een aantal elementen uit het gewenste wapen werden niet toegekend omdat het om wapendieren ging uit het wapen van Kortenhoef, dat nooit officieel toegekend is. Wel werd de snoek als symbool voor Kortenhoef ingevoegd.

## Verwante wapens
De hierna volgende wapens komen geheel of gedeeltelijk terug in het wapen van 's-Graveland. Het zijn ook wapens van voorlopers van de gemeente.

De blauwe reiger uit het wapen van Ankeveen
Ook de gemeente Bijlmermeer voerde in het gemeentelijk wapen een reiger
De gemeente Weesperkarspel voerde in het tweede wapen de reiger van Bijlmermeer
Het goud van de kwartieren uit het wapen van Kortenhoef werd de gouden snoek